# Iphiaulax abaculus
Iphiaulax abaculus är en stekelart som beskrevs av Cameron 1887. Iphiaulax abaculus ingår i släktet Iphiaulax och familjen bracksteklar. Inga underarter finns listade i Catalogue of Life.